# Daniel Matthias Niemecsky
Daniel Matthias Niemecsky, někdy je též uváděn jako Daniel Matyáš Německý (13. února 1762 Nové Město na Moravě – 16. července Brno 1824), byl lékař, botanik, hudebník a odborný spisovatel. Jeho bustu vytvořil Jan Štursa. Někdy je zaměňován s jeho otcem.

## Život
Jeho otec Daniel Niemecsky (někdy je uváděn jako Daniel Matyáš Německý) byl měšťan, varhaník, rektor školy a syndikus v Nové Městě na Moravě. Gymnázium vystudoval v Jihlavě. Od roku 1780 studoval humanitní vědy na Univerzitě Karlově v Praze. Od roku 1783 studoval přírodní vědy a lékařství na Vídeňské univerzitě. Dne 6. 12. 1788 získal titul medicinae doctor (zkratka Med. Dr.)
Po ukončení studia vykonával osmiměsíční lékařskou praxi v Brně. V letech 1810 až 1824 mj. dělal lékaře na Lékařské fakultě Vídeňské univerzity. V létech 1810 až 1824 dělal lékaře v Brně. Navrhoval a prosazoval léčbu s využitím zelné šťávy, později též s využitím šťávy z ovoce, aby léčba byla přístupná pro chudé.

## Dílo
- Pertractatio de plantis parasiticis aliisque segeti obstantibus, nec non de insectis agros et hortos vastantibus, cum pluribus iconibus aeneis. Tomi duo. Francofurti ad Moenum 1795 (česky: Pojednání o parazitických rostlinách a jiných škůdcích plodin a také o hmyzu, který pustoší pole a zahrady ...)
- Hintheilung des Pflanzenreichs (1796) (česky: Léčení rostlinnou říší)[3]
- Anleitung zur Pflanzenkur nebst einer neuen Eintheilung des Pflanzenreiches und dessen Einfluss auf die Luft. Wien 1799. Zweyte vermehrte und verbesserte Aufgabe, Wien 1800 (český: Návod na bylinnou kúru spolu s novou klasifikací rostlinné říše a jejím vlivem na ovzduší)
- Zur Richtschnur des Lebens unentbehrliche Betrachtungen der Natur: in Rücksicht auf Menschenwohlfahrt mit physisch-moralischen Anmerkungen erläutert, und allen Lebensschätzen gewidmet (1802) (česky: Úvahy o přírodě nezbytné pro vedení života: vysvětlené s ohledem na lidské blaho ...)[4]
- Necessaria ad vitae normam naturae contemplatio, quam respectu salutis humanae,notis physico - moralibus illustratam omnibus vitae cultoribus denovet Daniel Niemecsky, Philosophiae et Medicinae Doctor, nec non facultatis medicinae in Universitate Vindobonensi membrum. Tomi tres, Viennae 1803–1809 (vyšlo i v německém překladu) (česky: Nezbytností pro normu života je kontemplace přírody, kterou s ohledem na lidské zdraví, označovanou jako fyzicko-morální, ilustruje Daniel Niemecsky, doktor filozofie a medicíny a také člen lékařské fakulty Vídeňské univerzity)[5]
- Ueber die Entstehung, Fortpflanzung und Tilgung der Insekten und derjenigen Würmer, die in den Eingeweiden der Menschen wohnen. Mit einer Kupfertafel. Strassburg (eingentlich Wien) 1807 (česky O původu, rozmnožování a zániku hmyzu a těch červů, kteří žijí ve střevech člověka ...)
- Fragraente zűr Naturgeschichte. Wien,1807 (česky: Fragmenty přírodní historie)[6]
- Contemplationis naturae respectu salutis humanae pars prima. Vídeň 1809 (česky: Rozjímání o přírodě s ohledem na lidské zdraví)[7]
- Zur Richtschnur des Lebens unentbehrliche Betrachtüng der Natur in Rücksicht auf Menschenwohlfahrt: in Rücksicht auf Menschenwohlfahrt mit physisch-moralischen Anmerkungen erläutert, und allen Lebensschätzern gewidmet. Vídeň 1809 (česky: Ohleduplnost k přírodě, nezbytná pro vedení života, s ohledem na lidské blaho: vysvětleno s ohledem na lidské blaho s fyzickými a mravními poznámkami a věnováno všem hodnotitelům života).[8]
- Supplementum contemplationis naturae cum erroribus typographicis. Brno 1817[9]